# Nautiloida
Los nautiloides o nautiloideos (Nautiloida) son una subclase de moluscos cefalópodos que poseen la concha externa característica de los moluscos, la cual suelen perder los cefalópodos. También presentan dos pares de branquias, por lo que también se conocen como tetrabranquios.
Aparecieron a principios del Paleozoico, siendo los principales depredadores marinos, y desarrollaron una amplia variedad de formas de su concha. Se conocen más de 2500 especies, aunque son pocas las que han perdurado hasta la actualidad. Hay autores que restringen el término de nautiloides solo para aquellos ejemplares emparentados directamente con el Nautilus de la actualidad.
Se trata de un grupo parafilético ya que a sus componentes solo les unen rasgos primitivos ausentes en los Ammonoidea y Coleoidea. Estos dos últimos se consideran descendientes de individuos del género de nautiloides Bactricida.

## Clasificación
- Subclase Orthoceratoidea Kuhn, 1940
  - Orden Plectronocerida Flower, 1964 (Cámbrico)
  - Orden Yanhecerida Chen & Qi, 1979 (Cámbrico)
  - Orden Protactinocerida Chen & Qi, 1979 (Cámbrico)
  - Orden Ellesmerocerida Flower, 1950 
    - Suborden Ellesmerocerina Flower, 1950 (Cámbrico a Ordoviciano)
    - Suborden Cyrtocerina Flower, 1964 (Ordoviciano)

  - Orden Orthocerida Kuhn, 1940 (Ordoviciano a Triásico)
  - Orden Ascocerida Kuhn, 1949 (Ordoviciano a Silúrico)

- Subclase Actinoceratoidea Teichert, 1933 
  - Orden Actinocerida Teichert, 1933 (Ordoviciano a Carbonífero)

- Subclase Endoceratoidea Teichert, 1933 
  - Orden Endocerida Teichert, 1933 (Ordoviciano a Silúrico)
  - Orden Injetocerida Balashov, 1960 (Ordoviciano)

- Subclase Nautiloidea Agassiz, 1847
  - Orden Tarphycerida Flower, 1950 
    - Suborden Tarphycerina Flower, 1950 (Ordoviciano a Silúrico)
    - Suborden Barrandeocerina Flower (Ordoviciano a Devónico)

  - Orden Oncocerida Flower, 1950 (Ordoviciano a Carbonífero)
  - Orden Discosorida Flower, 1950 (Ordoviciano a Devónico)
  - Orden Nautilida Agassiz, 1847
    - Suborden Rutocerina Shimanskiy, 1957 (Devónico a Triásico)
    - Suborden Lirocerina Shimanskiy, 1957 (Carbonífero a Triásico)
    - Suborden Nautilina Agassiz, 1847 (Triásico - actual)